# GKS Bełchatów
PGE GiEK GKS Bełchatów – polski klub piłkarski z siedzibą w Bełchatowie, powstały w 1977 roku, wicemistrz Polski 2006/2007, dwukrotny finalista Pucharu Polski (1996, 1999), finalista Superpucharu Polski (2007). Klub głosił upadłość 20 kwietnia 2022 roku. Kontynuatorem jego tradycji została Akademia GKS Bełchatów, która w sezonie 2022/2023 przystąpiła do rozgrywek IV ligi, od sezonu 2023/2024 występująca w III lidze, gr. I.

## Informacje ogólne
- Pełna nazwa: Fundacja Akademia GKS Bełchatów[7]
- Rok założenia: 1977 (GKS Bełchatów), 2022 (Akademia GKS Bełchatów[5])
- Barwy: biało-zielono-czarne
- Przydomki: Torfiorze, Brunatni, Bełchatowianie, Zieloni
- Siedziba klubu: ul. Sportowa 3, 97-400 Bełchatów
- Prezes: Jakub Rzeszowski
- Trener: Patryk Rachwał
- Stadion: GIEKSA Arena

Od sezonu 2007/2008 GKS Bełchatów występował w strojach firmy Adidas. Pierwszy mecz w nowych strojach odbył się 19 lipca podczas meczu Pucharu UEFA. W sezonie 2016/2017 piłkarze GKS Bełchatów występowali w strojach firmy KEEZA, a w sezonie 2018/2019 marki Macron. 

### Kalendarium
- 26 listopada 1977 – data założenia klubu. Wówczas to sekcja piłki nożnej została przekazana z klubu MZKS „Skra” (dawniej RKS „Skra”) do nowo powstałego Górniczego Klubu Sportowego „Węgiel Brunatny” Bełchatów. Zespół rozpoczął zmagania ligowe od rozgrywek A klasy.
- 1979 – awans do piotrkowskiej ligi okręgowej
- 1982 – awans do III ligi
- 27 stycznia 1983 – zmiana nazwy na „GKS Bełchatów”
- 1987 – awans do II ligi
- 1989 – spadek do III ligi
- 1991 – ponowny awans do II ligi
- 1995 – historyczny awans do I ligi
- 29 lipca 1995 – debiut w I lidze, przegrana z Górnikiem Zabrze (3:4); sezon zakończony na 13. miejscu
- 16 czerwca 1996 – przegrany finał Pucharu Polski z Ruchem Chorzów (0:1)
- 1997 – spadek do II ligi
- 1998 – ponowny awans do I ligi
- 1999 – ponowny spadek do II ligi
- 13 czerwca 1999 – przegrany finał Pucharu Polski z Amicą Wronki (0:1)
- 17 października 2003 – inauguracja sztucznego oświetlenia
- 2005 – powrót do Ekstraklasy po 6-letniej przerwie
- 18 listopada 2006 – mistrzostwo Jesieni
- 26 maja 2007 – zdobycie wicemistrzostwa Polski
- 10 czerwca 2007 – przegrana w finale Pucharu Ekstraklasy z Groclinem (0:1)
- 19 lipca 2007 – debiut w Pucharze UEFA, wygrana z Ameri Tbilisi (2:0)
- 22 lipca 2007 – przegrana w Superpucharze Polski z Zagłębiem Lubin (0:1)
- 2 czerwca 2013 – po ośmiu latach spadek do I ligi
- 31 maja 2014 – powrót do Ekstraklasy po roku przerwy
- 2 czerwca 2015 – ponowny spadek klubu do I ligi po zaledwie roku gry w Ekstraklasie
- 29 maja 2016 – spadek do II ligi
- 19 maja 2019 – awans do I ligi
- 5 czerwca 2021 – spadek do II ligi
- 23 lutego 2022 – wycofanie drużyny z rozgrywek II ligi piłkarskiej wskutek zaległości finansowych klubu[10]
- 20 kwietnia 2022 – ogłoszenie upadłości klubu GKS Bełchatów[4]
- 30 maja 2022 – zgoda Łódzkiego Związku Piłki Nożnej na występy seniorskiej drużyny Akademia GKS Bełchatów (kontynuatora tradycji GKS) w IV lidze[5]
- 24 czerwca 2023 – awans do III ligi[6]

### Sukcesy
| \| \| Zdobyte trofea w rozgrywkach Polski (Stan po sezonie 2022/2023) \| |                                                                 |      |                  |
| Rozgrywki                                                                | Osiągnięcie                                                     | Razy | Sezon(y)         |
| Mistrzostwo                                                              | I miejsce                                                       | 0    |                  |
| Mistrzostwo                                                              | II miejsce                                                      | 1    | 2007             |
| Mistrzostwo                                                              | III miejsce                                                     | 0    |                  |
| Puchar                                                                   | Zdobywca                                                        | 0    |                  |
| Puchar                                                                   | Finalista                                                       | 2    | 1996, 1999       |
| Superpuchar                                                              | Zdobywca                                                        | 0    |                  |
| Superpuchar                                                              | Finalista                                                       | 1    | 2007             |
| Puchar Ligi                                                              | Zdobywca                                                        | 0    |                  |
| Puchar Ligi                                                              | Finalista                                                       | 1    | 2007             |
| Drugi poziom ligi polskiej                                               | I miejsce                                                       | 3    | 1995, 1998, 2014 |
| Drugi poziom ligi polskiej                                               | II miejsce                                                      | 1    | 2005             |
| Drugi poziom ligi polskiej                                               | III miejsce                                                     | 1    | 1994             |
| Polska                                                                   | Zdobyte trofea w rozgrywkach Polski (Stan po sezonie 2022/2023) |      |                  |

## Pozycje w sezonach

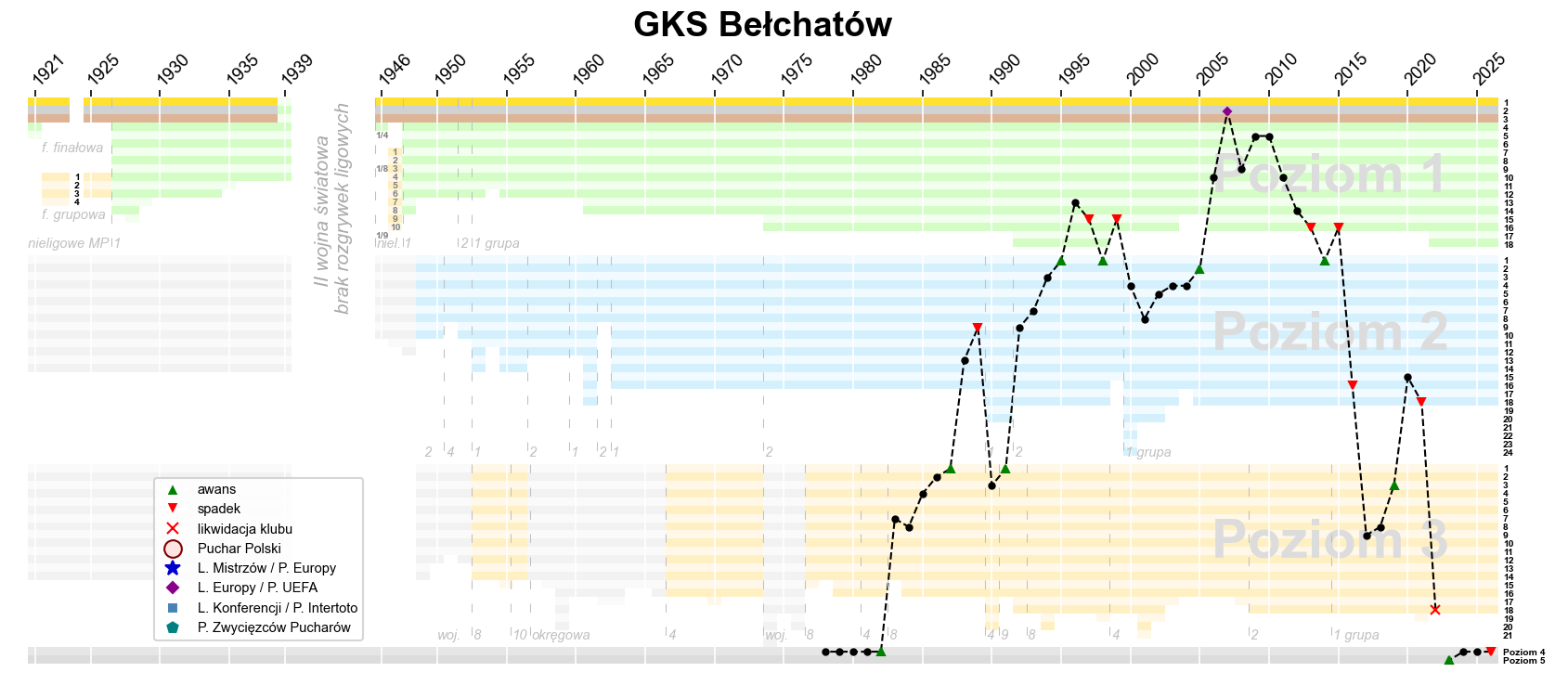
Historia występów GKS Bełchatów w rozgrywkach ligowych

| Poziom ligowy | Liczba sezonów | Sezony                                                                      |
| ------------- | -------------- | --------------------------------------------------------------------------- |
| I             | 12             | 1995–1997, 1998/1999, 2005–2013, 2014/2015                                  |
| II            | 17             | 1987–1989, 1991–1995, 1997/1998, 1999–2005, 2013/2014, 2015/2016, 2019–2021 |
| III           | 11             | 1982–1987, 1989–1991, 2016–2019, 2021/2022                                  |
| IV            | 7              | 1977–1982, 2023–                                                            |
| V             | 1              | 2022/2023                                                                   |

## Lokaty w Ekstraklasie
| Sezon     | Uzyskane Miejsce                                 |
| --------- | ------------------------------------------------ |
| 1995/1996 | 13                                               |
| 1996/1997 | 15 (spadek)                                      |
| 1997/1998 | II liga (obecnie I liga)                         |
| 1998/1999 | 15 (spadek)                                      |
| 1999-2005 | II liga (obecnie I liga)                         |
| 2005/2006 | 10                                               |
| 2006/2007 | 2                                                |
| 2007/2008 | 9                                                |
| 2008/2009 | 5                                                |
| 2009/2010 | 5                                                |
| 2010/2011 | 10                                               |
| 2011/2012 | 14                                               |
| 2012/2013 | 16 (spadek)                                      |
| 2013/2014 | I liga                                           |
| 2014/2015 | 16 (spadek)                                      |
| 2015/2016 | I liga                                           |
| 2016-2019 | II liga                                          |
| 2019-2021 | I liga                                           |
| 2021/22   | II liga (potem rozwiązanie klubu)                |
| 2022/23   | IV liga (po reaktywacji klubu jako Akademia GKS) |
| 2023-     | III liga (jako Akademia GKS)                     |

## Europejskie puchary
Zespół zadebiutował w rozgrywkach europejskich 19 lipca 2007 roku w meczu eliminacji do fazy grupowej rozgrywek o Puchar UEFA, rozegranym na stadionie GKS-u. Jego przeciwnikiem było wówczas gruzińskie Ameri Tbilisi, z którym Bełchatów wygrał 2:0. Zdobywcą pierwszej, historycznej bramki został Dariusz Pietrasiak. 2 sierpnia 2007 r. klub zapewnił sobie awans do drugiej rundy eliminacji Pucharu UEFA. Bełchatowianie przegrali rewanż 0:2, wygrywając jednak w rzutach karnych 4:2.
W drugiej rundzie eliminacji klub z Bełchatowa zmierzył się z ukraińskim FK Dnipro. Po remisie na wyjeździe 1:1 (16 sierpnia), w drugim spotkaniu GKS przegrał na swoim stadionie 2:4. Awans wywalczyli piłkarze z Ukrainy.
Legenda do wszystkich tabel:
- Q – runda eliminacyjna, 1/16, 1/8, 1/4, 1/2 – odpowiednia faza rozgrywek, Grupa – runda grupowa, 1r gr – pierwsza runda grupowa, 2r gr – druga runda grupowa, F – finał, R – runda, PO – play-off
- k. – rzuty karne, los. – losowanie, Dogr. – dogrywka, w. – zasada bramek strzelonych na wyjeździe

| Sezon   | Rozgrywki   | Runda | Przeciwnik    | Dom | Wyjazd | Ogólnie     |
| ------- | ----------- | ----- | ------------- | --- | ------ | ----------- |
| 2007/08 | Puchar UEFA | 1Q    | Ameri Tbilisi | 2–0 | 0–2    | 2–2, k: 4–2 |
| 2007/08 | Puchar UEFA | 2Q    | Dnipro        | 2–4 | 1–1    | 3–5         |

## Szkoleniowcy

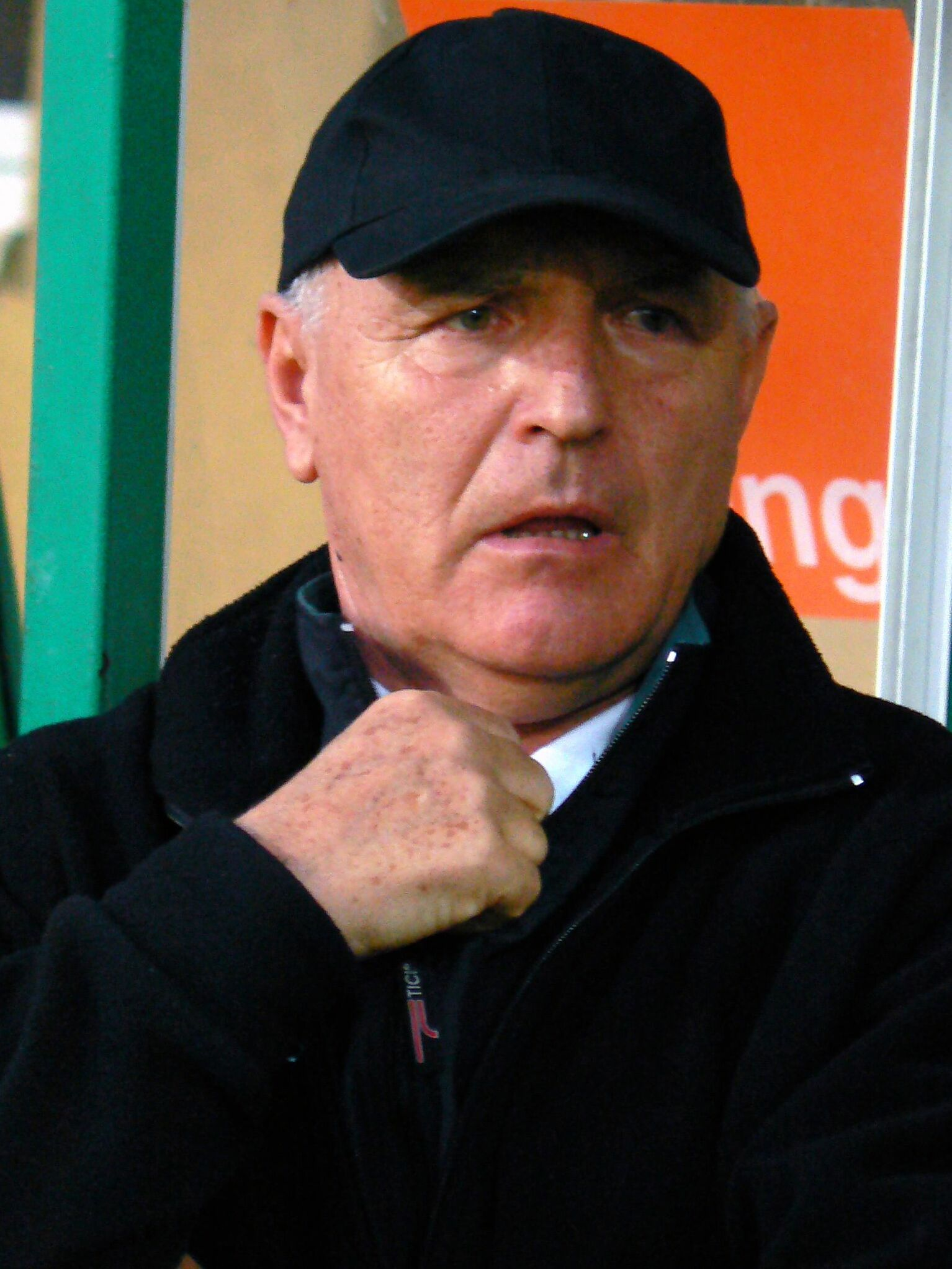
Orest Lenczyk - trener klubu w latach 1999, 2005-08

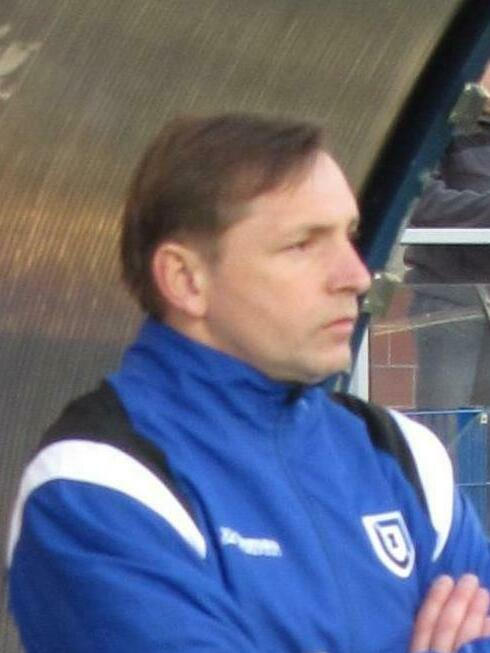
Mariusz Kuras - trener klubu w latach 2002-05

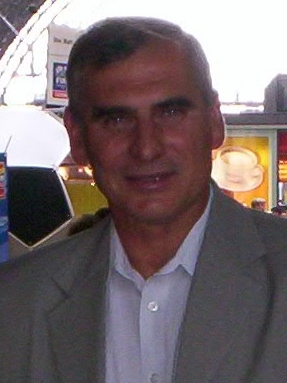
Paweł Janas - trener klubu w latach 2008-09, 2011, 2012

| Lp.   | Imię i nazwisko                   | Okres urzędowania | Okres urzędowania |
| ----- | --------------------------------- | ----------------- | ----------------- |
| -     | nieznany                          | 26.11.1977        | 7.03.1992         |
| 1.    | Włodzimierz Tylak                 | 7.03.1992         | 20.06.1993        |
| 2.    | Władysław Łach                    | 1.07.1993         | 31.08.1995        |
| 3.    | Krzysztof Pawlak (1. kadencja)    | 1.09.1995         | 30.06.1996        |
| 4.    | Janusz Białek                     | 1.07.1996         | 27.09.1996        |
| 5.    | Marek Pochopień (1. kadencja)     | 28.09.1996        | 31.12.1996        |
| 6.    | Bogusław Kaczmarek                | 1.01.1997         | 16.05.1997        |
| 7.    | Jerzy Wyrobek                     | 17.05.1997        | 30.06.1998        |
| (3.)  | Krzysztof Pawlak (2. kadencja)    | 1.07.1998         | 9.05.1999         |
| (5.)  | Marek Pochopień (2. kadencja)     | 10.05.1999        | 30.06.1999        |
| 7.    | Orest Lenczyk (1. kadencja)       | 30.06.1999        | 1.07.1999         |
| 8.    | Krzysztof Wolak                   | 1.07.1999         | 4.05.2000         |
| 9.    | Ryszard Polak                     | 4.05.2000         | 9.05.2000         |
| 10.   | Jan Złomańczuk (1. kadencja)      | 9.05.2000         | 22.04.2001        |
| 11.   | Piotr Szarpak                     | 22.04.2001        | 2001              |
| 12.   | Adam Mażysz                       | 2001              | 1.07.2001         |
| 13.   | Józef Dankowski                   | 1.07.2001         | 22.10.2001        |
| 14.   | Krzysztof Tochel                  | 22.10.2001        | 11.06.2002        |
| 15.   | Jacek Zieliński                   | 11.06.2002        | 10.09.2002        |
| 16.   | Mariusz Kuras                     | 11.09.2002        | 6.10.2005         |
| (7.)  | Orest Lenczyk (2. kadencja)       | 10.10.2005        | 21.03.2008        |
| p.o.  | Jan Złomańczuk (tymczasowo)       | 21.03.2008        | 21.05.2008        |
| 17.   | Paweł Janas (1. kadencja)         | 21.05.2008        | 3.01.2009         |
| 18.   | Rafał Ulatowski (1. kadencja)     | 8.01.2009         | 28.05.2010        |
| 19.   | Maciej Bartoszek                  | 2.06.2010         | 1.06.2011         |
| (17.) | Paweł Janas (2. kadencja)         | 17.06.2011        | 31.08.2011        |
| 20.   | Kamil Kiereś (1. kadencja)        | 1.09.2011         | 25.09.2012        |
| (17.) | Paweł Janas (3. kadencja)         | 25.09.2012        | 14.11.2012        |
| 21.   | Michał Probierz                   | 14.11.2012        | 21.12.2012        |
| (20.) | Kamil Kiereś (2. kadencja)        | 9.01.2013         | 23.03.2015        |
| 22.   | Marek Zub                         | 25.03.2015        | 20.05.2015        |
| (20.) | Kamil Kiereś (3. kadencja)        | 21.05.2015        | 30.06.2015        |
| (18.) | Rafał Ulatowski (2. kadencja)     | 1.07.2015         | 30.05.2016        |
| p.o.  | Krystian Kierach                  | 1.06.2016         | 22.06.2016        |
| 23.   | Andrzej Konwiński                 | 22.06.2016        | 8.12.2016         |
| 24.   | Mariusz Pawlak                    | 10.01.2017        | 10.04.2018        |
| 25.   | Artur Derbin                      | 10.04.2018        | 28.05.2020        |
| 26.   | Marcin Węglewski                  | 1.06.2020         | 30.06.2021        |
| 27.   | Patryk Rachwał                    | 1.07.2021         | 15.11.2021        |
| p.o.  | Bartłomiej Kondracki (tymczasowo) | 15.11.2021        | 16.11.2021        |
| 28.   | Kamil Socha                       | 16.11.2021        | 11.03.2022        |
| 29.   | Bogdan Jóźwiak                    | 1.07.2022         | 27.04.2024        |
| (27.) | Patryk Rachwał (2. kadencja)      | 29.04.2024        | 8.06.2024         |
| (25.) | Artur Derbin (2. kadencja)        | 13.06.2024        | 05.01.2025        |
| 30.   | Patryk Rachwał (3. kadencja)      | 07.01.2025        | 09.06.2025        |
| 31.   | Radosław Pęciak                   | 17.06.2025        |                   |

## Obecny skład
Stan na 2 sierpnia 2025
| Nr | Poz. | Piłkarz                         |
| -- | ---- | ------------------------------- |
| 1  | BR   | Tomasz Kucharski                |
| 2  | OB   | Mateusz Szymorek                |
| 3  | OB   | Norbert Warmuz                  |
| 4  | OB   | Mateusz Lipp                    |
| 5  | PO   | Patryk Pytlewski                |
| 6  | PO   | Damian Michalak                 |
| 8  | PO   | Wiktor Kościuk                  |
| 9  | NA   | Pavlo Paduk                     |
| 10 | PO   | Ricardo Gonçalves do Nascimento |
| 12 | BR   | Fryderyk Ochap                  |
| 15 | NA   | Tomasz Urban                    |
| 16 | OB   | Marcel Sadziński                |
| 17 | PO   | Serhij Napałow                  |

| Nr | Poz. | Piłkarz            |
| -- | ---- | ------------------ |
| 18 | OB   | Szymon Sarnik      |
| 19 | OB   | Jakub Bartosiński  |
| 20 | PO   | Mikołaj Błaszczyk  |
| 21 | OB   | Adam Dębiński      |
| 22 | PO   | Antoni Koszur      |
| 23 | BR   | Alan Ostrowski     |
| 24 | PO   | Oliwier Kasprzycki |
| 26 | PO   | Oliwier Jarosz     |
| 27 | OB   | Wojciech Bogacz    |
| 29 | NA   | Bartosz Pietruszka |
| 30 | PO   | Łukasz Wroński     |
| 33 | PO   | Natan Wysiński     |
| 70 | PO   | Igor Czapla        |
| 77 | BR   | Jakub Wiśniewski   |

## Sztab szkoleniowy[16]
- Trener:  Radosław Pęciak
- Asystent trenera:  Mikołaj Grzelak
- Trener bramkarzy:  Łukasz Sapela
- Kierownik drużyny:  Rafał Motylski

## Stadion

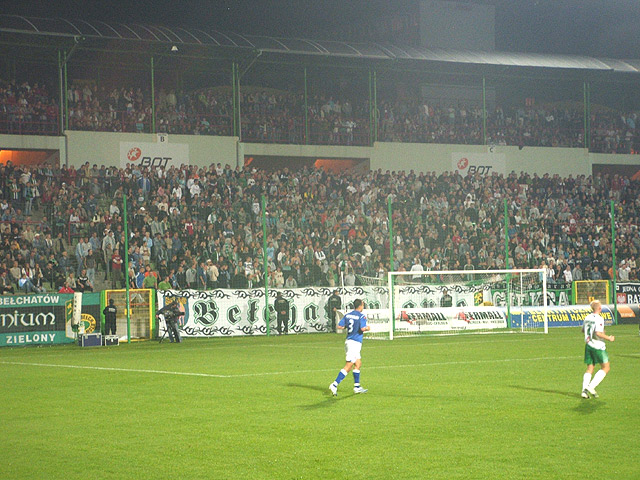
Stadion GKS – trybuna południowa

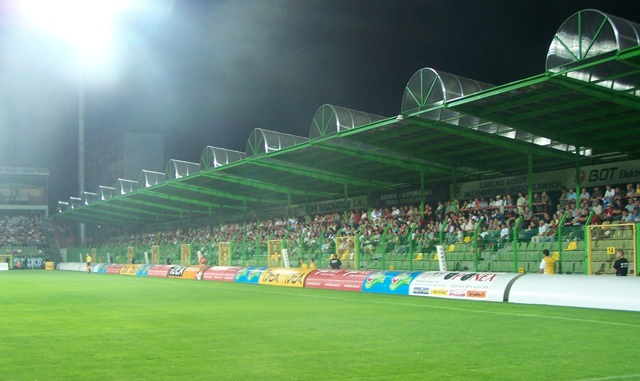
Stadion GKS – trybuna zachodnia

Stadion GKS-u mieści się przy ul. Sportowej 3 w Bełchatowie. Obok stadionu znajduje się Hala Widowiskowo-Sportowa KWB oraz Sport Hotel. Niedaleko obiektu (ok. 0,5 km) znajduje się również nowo wybudowana Hala „Energia”, w której to na co dzień swoje mecze rozgrywają siatkarze Skry Bełchatów.
Główne wejścia na stadion znajdują się od strony ul. 1 Maja.
- Pojemność:
  - 5264 miejsc, wszystkie siedzące
  - trybuna dla gości – 400/500.
- Oświetlenie: 2000 lux
- Wymiary boiska: 105m x 68m
- Podgrzewana murawa

Obiekt gościł dwukrotnie seniorską reprezentację Polski:
- 27 sierpnia 1996,  Polska –  Cypr 2:2 (mecz towarzyski);
- 2 maja 2006,  Polska –  Litwa 0:1 (mecz towarzyski).

Stadion posiada wszystkie trybuny w pełni zadaszone (honorowa, wschodnia, południowa, zachodnia i północna). Pod koniec 2007 roku GKS rozpoczęto budowę trybuny północnej w miejscu starej trybuny, która została wyburzona. Nowa trybuna została oddana do użytku na początku rundy wiosennej sezonu 2008/2009.

## Linkizewnętrzne
- Oficjalna strona klubu
- Historia GKS Bełchatów | WikiGKS.pl